# L’Orbrie
L’Orbrie ist eine französische Gemeinde mit 801 Einwohnern (Stand: 1. Januar 2022) im Département Vendée in der Region Pays de la Loire. Sie ist Teil des Arrondissements Fontenay-le-Comte und des Kantons Fontenay-le-Comte. Die Einwohner werden Orbriens genannt.

## Geografie
L’Orbrie liegt etwa 30 Kilometer nordwestlich von Niort und etwa 55 Kilometer ostsüdöstlich von La Roche-sur-Yon. Der Vendée begrenzt die Gemeinde im Westen und Südwesten. Umgeben wird L’Orbrie von den Nachbargemeinden Mervent im Norden und Nordosten, Saint-Michel-le-Cloucq im Osten und Südosten, Fontenay-le-Comte im Süden sowie Pissotte im Westen.

## Bevölkerungsentwicklung
| Jahr                      | 1962 | 1968 | 1975 | 1982 | 1990 | 1999 | 2006 | 2013 |
| Einwohner                 | 436  | 465  | 557  | 670  | 700  | 774  | 819  | 807  |
| Quelle: Cassini und INSEE |      |      |      |      |      |      |      |      |

## Sehenswürdigkeiten

Kirche Saint-Vincent

- Kirche Saint-Vincent